# Lee County, Illinois
Lee County är ett administrativt område i delstaten Illinois, USA. År 2010 hade countyt 36 031 invånare. Den administrativa huvudorten (county seat) är Dixon. 

## Geografi
Enligt United States Census Bureau så har countyt en total area på 1 889 km². 1 879 km² av den arean är land och 10 km² är vatten.

### Angränsande countyn
- Ogle County - nord
- DeKalb County - öst
- LaSalle County - sydost
- Bureau County - sydväst
- Whiteside County - väst